# Berliner Packetfahrt Gesellschaft

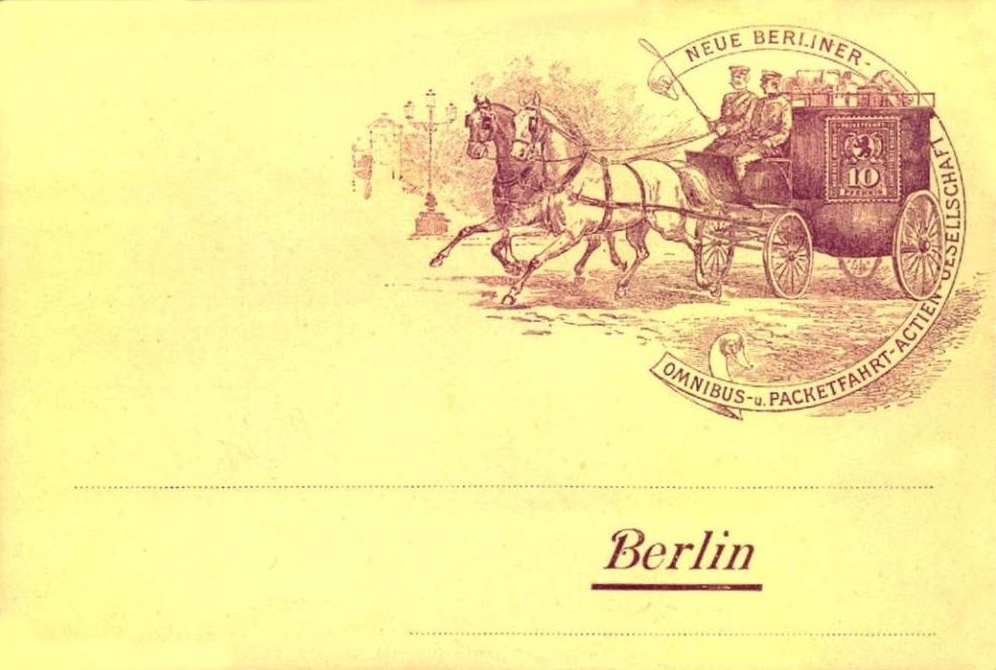
Ganzsache mit Eigenwerbung der Neuen Berliner Omnibus- und Packetfahrt-Actiengesellschaft

Die Berliner Packetfahrt-Gesellschaft (zeitweise Neue Berliner Omnibus- und Packetfahrt-Actiengesellschaft bzw. Berliner Packetfahrt Aktien-Gesellschaft) war ein in Berlin ansässiges und agierendes Transportunternehmen, das sich am Ende des 19. Jahrhunderts zu einer der größten Privatpostanstalten im Deutschen Kaiserreich entwickelte. Über 120 Postwertzeichen und zahlreiche Ganzsachenumschläge und -karten, die vom Unternehmen für den Ortspostverkehr herausgegeben wurden, sind heute gesuchte Sammelstücke bei Philatelisten und heimatgeschichtlich Interessierten.

## Geschichtlicher Hintergrund
Nach dem Gesetz über das Postwesen des Norddeutschen Bundes vom 2. November 1867 fiel die Stadtbriefbestellung nicht unter den Postzwang. Lediglich bei der Beförderung „aller versiegelten, zugenähten oder sonst verschlossenen Briefe“ und „aller Zeitungen politischen Inhalts, welche öfter als einmal wöchentlich erscheinen“ gab es, sofern diese Beförderung „gegen Bezahlung von Orten mit einer Postanstalt nach anderen Orten mit einer Postanstalt des In- oder Auslandes“ erfolgen sollte, ein Monopol der staatlichen Post.
Diese Regelung, die sich im Reichspost-Gesetz vom 28. Oktober 1871 wiederfand, nutzten unternehmungslustige Geschäftsleute und errichteten in verschiedenen deutschen Städten private Postdienste, die sich teilweise zu ernsthaften Konkurrenten der staatlichen Postanstalten entwickelten. Im Zeitraum von 1886 bis 1900 gab es in 170 deutschen Städten mehr als 250 Privatpostanstalten. Der wirtschaftliche Druck, den einige dieser Unternehmen auf die staatliche Post ausübten, wurde mit den Jahren schließlich so groß, dass der Deutsche Reichstag am 20. Dezember 1899 auf Drängen des Staatssekretärs im Reichspostamt Graf von Podbielski mit einer Novelle zum Reichspost-Gesetz die Betätigung der privaten Postdienste im gesamten Deutschen Reich zum 1. April 1900 unterband.
Per Gesetz wurden auch die zu leistenden Entschädigungen geregelt. An die Inhaber der zu diesem Zeitpunkt bestehenden 84 privaten Postunternehmen wurde „für tatsächlichen Verlust und entgangenen Gewinn“ eine Entschädigung in Höhe von ca. sechs Millionen Mark gezahlt. Hinzu kamen nach Höhe des jeweiligen Einkommens und der Beschäftigungsdauer zu bemessende Abfindungen für die Angestellten und Postboten, die von den staatlichen Postverwaltungen nicht übernommen werden konnten. Letztlich belief sich die Summe der zu leistenden Zahlungen auf 8,2 Millionen Mark. Davon entfielen auf die Deutsche Reichspost 7.450.000 Mark, auf die Königlich Bayerische Post 440.000 Mark und auf die Königlich Württembergische Post 320.000 Mark.
Mit der Novellierung des Postgesetzes hatte sich um 1900 die Auffassung, dass das Postwesen eine ureigene Aufgabe des Staates sei, die nicht der Gewinnerzielung dienen könne und somit auch nicht dem freien Wettbewerb ausgesetzt sein dürfe, für lange Jahre durchgesetzt. In Deutschland blieb man ihr bis zum Beginn des 21. Jahrhunderts verbunden. Erst mit der Aufhebung der Exklusivlizenzen für die Deutsche Post AG zum 31. Dezember 2007 fand das staatliche Postmonopol in Deutschland sein Ende. Seither haben sich neben der Deutschen Post AG zahlreiche weitere Postdienstleister auf dem deutschen Markt etabliert. Die vollständige Liberalisierung des europäischen Postmarktes soll bis zum 1. Januar 2013 erfolgen.

## Gründung des Unternehmens
Im August 1883 gründeten die Berliner Unternehmer Kappel und von Lindheim ein „Fuhrunternehmen zur Güterbeförderung mit und ohne Wertversicherung inclusive des damit verbundenen Incasso“. Der Erfolg blieb aus, bereits ein Jahr später wurde das Unternehmen wieder eingestellt.

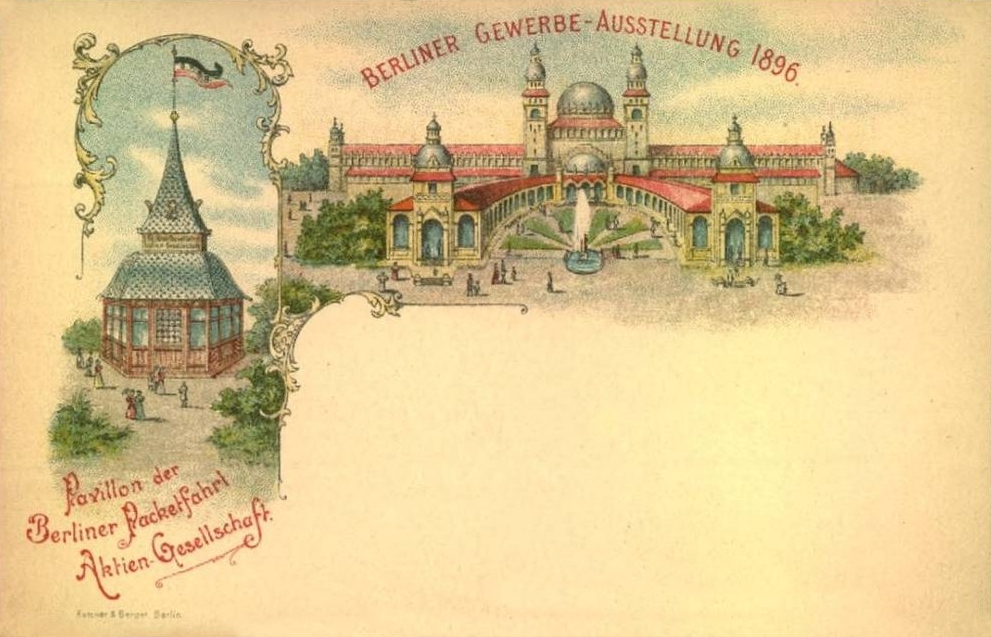
Pavillon der Berliner Packetfahrt AG auf der Berliner Gewerbeausstellung 1896 – Ganzsachenkarte

Mit gleicher Geschäftsidee, aber wesentlich erfolgreicher, startete die Berliner Packetfahr-Gesellschaft in Berlin S, Alexandrinenstraße 93, die am 13. Februar 1884 in das Berliner Handelsregister eingetragen wurde. Bereits nach einem Jahr wurden täglich rund 11.000 Sendungen befördert. Vor allem waren es die günstigen Tarife und die schnelle Zustellung, die diese Paket-Expedition für Kunden im gesamten Berliner Stadtgebiet interessant machte. Seit dem 12. Januar 1886 unter dem Namen Neue Berliner Omnibus- und Packetfahrt-Actiengesellschaft agierend, erweiterte das Unternehmen seine Geschäftsfelder beständig. Neben dem Paketdienst engagierte man sich nun auch auf dem Gebiet der Personenbeförderung. Von 1887 bis 1894 unterhielt die Berliner Packetfahrt fünf Omnibuslinien in Berlin. Immer stärker wurde der Ausbau zu einer großen Privatpostanstalt betrieben. Dafür entwickelte man ein umfassendes, auf die Interessen der Kunden ausgerichtetes Angebot, das dem der Deutschen Reichspost in vielen Belangen überlegen war. Ab 1894 – nach Einstellung der Personenbeförderung – konzentrierte sich das Unternehmen unter dem Namen Berliner Packetfahrt Aktien-Gesellschaft dann vorrangig auf den innerstädtischen Postdienst.

## Angebote bei der Postzustellung
Innerhalb des Berliner Stadtgebietes beförderte die Berliner Packetfahrt-Gesellschaft Postkarten für 2 Pfennige (Reichspost: 5 Pfennige) und Briefe für 3 Pfennige (Reichspost: 10 Pfennige). Kunden mit einem größeren Postaufkommen erhielten zusätzlich noch Rabatt. Zudem führte man bislang unbekannte Dienstleistungen wie die Postwurfsendung ein. Kartenbriefe mit Wertzeicheneindruck – bei der Reichspost erst ab 1. November 1897 im Angebot – waren bei den Kunden überaus beliebt. Neu waren auch der postalische Einzug von Rechnungen (Inkasso) und die Zustellung von Drucksachen und Zeitungen auf der Grundlage von Adressenlisten. Die im gesamten Stadtgebiet aufgestellten, besonders gekennzeichneten Briefkästen wurden regelmäßig geleert; an Werktagen wurde die Post viermal, an Sonntagen zweimal ausgetragen. Zusätzlich gab es noch einen Eilbotendienst.
Rund 10.000 Kunden nutzten das Angebot, die mit einem aufgedruckten Wertzeichen der Berliner Packetfahrt versehenen Briefumschläge, Karten und Streifbänder kostenlos mit eigenen Texten oder Bildern bedrucken zu lassen.

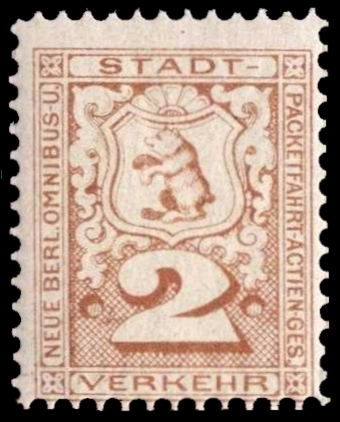
Briefmarke der Berliner Packetfahrt zu 2 Pfennigen aus dem Jahre 1888

Die Orientierung auf die Belange des Kunden zeigte sich auch in der abwechslungsreichen Gestaltung der Briefmarken und Ganzsachen. Insgesamt wurden vom Unternehmen 124 verschiedene Briefmarken herausgegeben, mehrheitlich wurden sie in der Druckerei von Giesecke und Devrient in Leipzig gefertigt. Bei der Ausgabe der Briefmarken und Ganzsachen orientierte man sich durchaus an den Interessen einer in diesen Jahren beständig wachsenden Schar von Briefmarkensammlern.

## Wirtschaftlicher Erfolg
Die günstigen Konditionen, die vielfältigen Angebote und ein überzeugender Service fanden bei der Berliner Bevölkerung zunehmend Anerkennung. Bis zum Jahre 1889 stieg die Zahl der innerstädtischen Sendungen, die von der Privatpost befördert wurde, auf 89 Millionen. Die Reichspost brachte es im Vergleich dazu nur auf 77 Millionen.
1899 gehörten über 500 Annahmestellen und rund 2500 Briefkästen in allen Teilen Berlins zum Unternehmen. 18 Verteilungs- und Bestellämter, in denen rund 3100 Angestellte, davon 1700 als Sortierer und 986 als Briefträger beschäftigt waren, sorgten für einen schnellen und zuverlässigen Transport der Postsendungen.
Der wirtschaftliche Erfolg der Berliner Packetfahrt zeigte sich auch in der Überlegenheit des Unternehmens gegenüber anderen privaten Postunternehmen. In den Jahren 1886 und 1897 gründeten sich in der Reichshauptstadt Berlin unter anderem die Berliner Verkehrsanstalt Hansa I, die Berliner Verkehrsanstalt Hansa II, die Deutsche Privat-Post Lloyd, die Berliner Privatpost und Speditions-AG sowie eine weitere Zahl kleinerer Unternehmen. Viele von ihnen mussten nach kurzer Zeit, mitunter nach wenigen Wochen, wieder schließen oder wurden – wie die Berliner Verkehrsanstalt Hansa I und die  Berliner Privatpost und Spedition A.G. – von der Berliner Packetfahrt übernommen.
Auch eine von der Berliner Postdirektion im Jahre 1889 eingeführte Berliner Straßenpost erwies sich nicht als ernstzunehmende Konkurrenz der Berliner Packetfahrt. Die ab 1. November im Einsatz befindlichen, von Pferden gezogenen Postwagen der Straßenpost verkehrten an den Wochentagen zwischen 10.00 und 19.00 Uhr auf 11 strahlenförmig vom Stadtpostamt Berlin C.2. ausgehenden Postlinien und beförderten Briefe und Postkarten. Am Postwagen vorhandene Briefkästen sollten es dem Kunden ermöglichen, Postsendungen während der Fahrt einzuwerfen, jedoch erwies sich das Ganze als viel zu unbequem und gefährlich. Auch waren die in den schwankenden Postwagen tätigen Beamten kaum in der Lage, die Postsendungen ordentlich zu bearbeiten. Um die Hände zum Arbeiten frei zu haben, mussten sie sich während der Fahrt über das teilweise miserable Berliner Pflaster fest anschnallen. Die Berliner Straßenpost blieb eine Episode in der Postgeschichte der Stadt. Mit der Auflösung der privaten Postdienste im Jahre 1900 wurde der Dienst umgehend eingestellt. Das Ziel, mit Hilfe der Straßenpost eine staatliche Konkurrenz zu den privaten Postanstalten aufzubauen, wurde nie erreicht. Dieser Plan scheiterte allein schon an den höheren Posttarifen der Reichspost, an denen keine Abstriche gemacht wurden.
In den letzten Jahren ihres Bestehens realisierte die Berliner Packetfahrt Gesellschaft ca. 60 Prozent des Berliner Ortsbriefverkehrs. Die wirtschaftliche Stärke zeigte sich auch bei der per Gesetz erzwungenen Schließung des Unternehmens zum 31. März 1900. Die Aktionäre der Berliner Packetfahrt Gesellschaft wurden mit 2,7 Millionen Mark entschädigt.
Das Unternehmen konzentrierte sich nach dem Verbot der privaten Briefzustellung wieder verstärkt auf den Paketdienst. Gleichzeitig wurde der Bereich Spedition deutlich ausgebaut. Schon vor dem Ersten Weltkrieg übernahm die Firma Schenker Anteile an der Berliner Packetfahrt Gesellschaft, diese Beteiligung wurde in den 1920er Jahren beträchtlich erweitert. In den 1930er Jahren gehörte die Berliner Packetfahrt zu den größten Speditionsfirmen in Berlin.